# ريتشارد هيوز (طبال)
ريتشارد هيوز (بالإنجليزية: Richard Hughes)‏ هو طبال بريطاني، ولد في 8 سبتمبر 1975 في غريفزند ‏ في المملكة المتحدة.

## وصلات خارجية
- الموقع الرسمي
- ريتشارد هيوز على موقع IMDb (الإنجليزية)
- ريتشارد هيوز على موقع ميوزك برينز (الإنجليزية)
- ريتشارد هيوز على موقع ديسكوغز (الإنجليزية)
- ريتشارد هيوز على موقع قاعدة بيانات الفيلم (الإنجليزية)